# Kyle Lloyd
 (août 2017).
Pour les articles homonymes, voir Lloyd.
Kyle Christopher Lloyd (né le 16 octobre 1990 à Sacramento, Californie, États-Unis) est un lanceur droitier des Padres de San Diego de la Ligue majeure de baseball.

## Carrière
Joueur des Purple Aces de l'université d'Evansville, Kyle Lloyd est choisi par les Padres de San Diego au 29e tour de sélection du repêchage de 2013.
Le 14 mai 2017, Lloyd lance un match sans point ni coup sûr pour les Missions de San Antonio, un club de ligues mineures affilié aux Padres, réalisant la première performance du genre (excluant les matchs sans coup sûr combinés) depuis 1979 par un lanceur partant de San Antonio.
Il fait ses débuts dans le baseball majeur le 25 juillet 2017 comme lanceur partant des Padres de San Diego face aux Mets de New York.